# Іонійка
«Іонійка» (кат. Jònica), інша назва — «Присвята Кавафісу» — скульптура роботи іспанського скульптора Жузепа Марії Субіракса (1927—2014). Знаходиться у м. Пальма на о. Мальорка (Балеарські о-ви) в Іспанії. Створена у квітні 1983 року і встановлена у Королівському саду біля палацу Альмудаїна.
Скульптура присвячена грецькому поету Константіносу Кавафісу (1863—1933). На п'єдесталі викарбуваний уривок з «Іонійської пісні» (1911) Кавафіса каталанською мовою, яку Карлес Ріба (1893—1959) переклав з грецької:
Автор зобразив колону іонійського ордеру як жіноче тіло. Таким чином, волюти капітелей виконані у вигляді грудей, а фуст нагадує жіночі стегна і сідниці. У цій роботі Субіракс звертається до класицизму, поєднуючи два невід'ємні елементи своєї творчості: жінку та архітектуру.
Спочатку Субіракс вніс на розгляд інший проект — «Кінь», який зрештою не був затверджений. У квітні 1983 року мерія Пальми отримала скульптуру «Іонійка» як дарунок.